# Jaffuelia chilensis
Jaffuelia chilensis is een insect uit de familie van de mierenleeuwen (Myrmeleontidae), die tot de orde netvleugeligen (Neuroptera) behoort. 
Jaffuelia chilensis is voor het eerst wetenschappelijk beschreven door Navás in 1918.